# 郑建闽
郑建闽（1965年5月16日—），男，籍貫台湾台北，生於福建泰寧，中华人民共和国政治人物。曾任福建省人民政府副省長，现任中华全国台湾同胞联谊会会长。

## 生平
1989年7月，毕业于福建师范大学地理系，博士学位。2006年9月至2008年9月，任福州市国土资源局局长。
2008年9月，任福州市国土资源局局长、福州市土地发展中心主任。2012年9月18日，当选台盟福建省第九届委员会主任委员。
2017年12月9日，在台湾民主自治同盟第十次全盟代表大会上当选副主席。
2018年1月，当选第十三届全国政协委员与福建省人民政府副省长。
2022年12月10日，主持台湾民主自治同盟第十一次全盟代表大会闭幕会。29日，任台湾省出席第十四届全国人民代表大会代表协商选举会议召集人。2023年5月，卸任福建省人民政府副省长。